# Pànic a l'escenari
Pànic a l'escenari (títol original en anglès: Stage Fright) és una pel·lícula britànica dirigida per Alfred Hitchcock, estrenada el 1950 i doblada al català.

## Argument
Jonathan Cooper, enamorat d'una actriu i cantant, Charlotte Inwood, és sospitós de ser l'assassí del seu marit. Aconsegueix convèncer la seva amiga Eve de la seva innocència, que decideix ajudar-lo.

## Repartiment
- Jane Wyman: Eve Gill
- Marlene Dietrich: Charlotte Inwood
- Michael Wilding: inspector Wilfred Smith
- Richard Todd: Jonathan Cooper
- Alastair Sim: Comodor Gill
- Sybil Thorndike: Sra. Gill
- Kay Walsh: Nellie Goode
- Miles Malleson: Mr Fortesque
- Hector MacGregor: Freddie Williams
- Joyce Grenfell: Lovely Ducks
- André Morell: inspector Byard
- Patricia Hitchcock: Chubby Bannister
- Ballard Berkeley: sergent Mellish

## Galeria

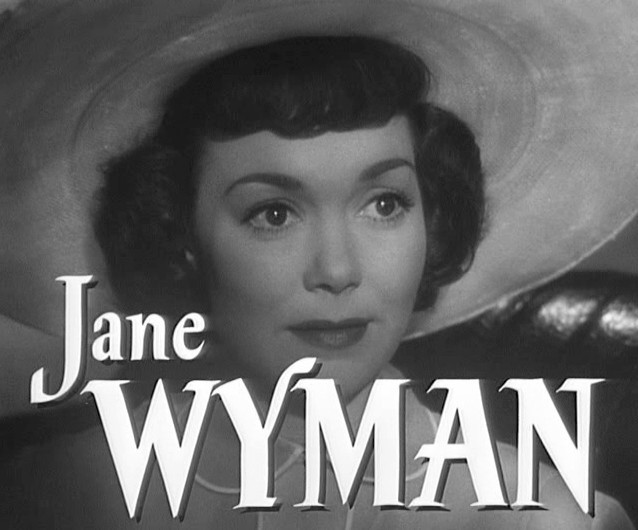
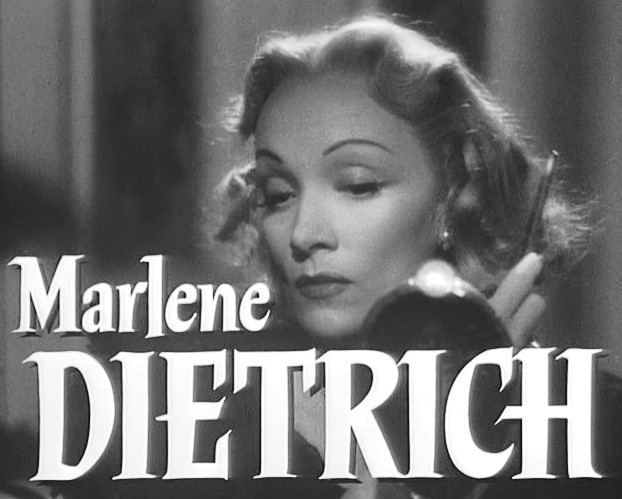
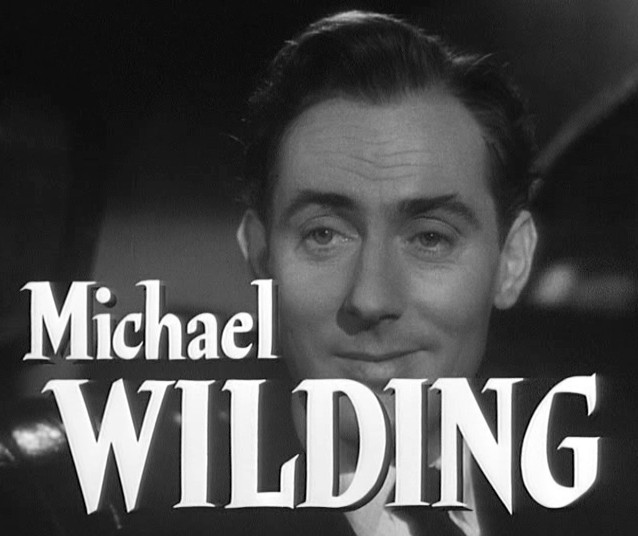
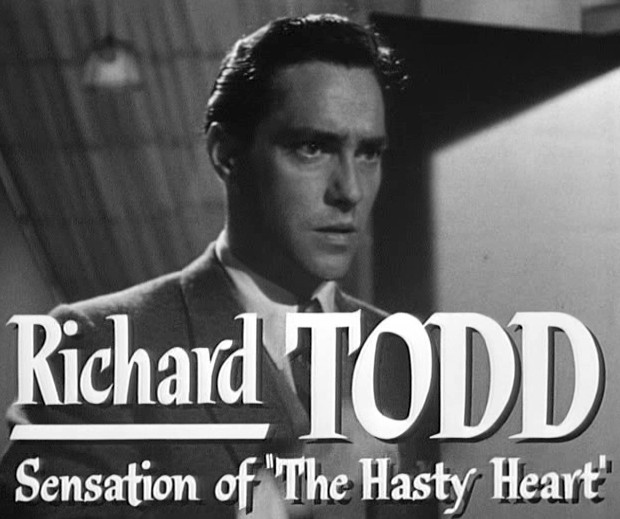
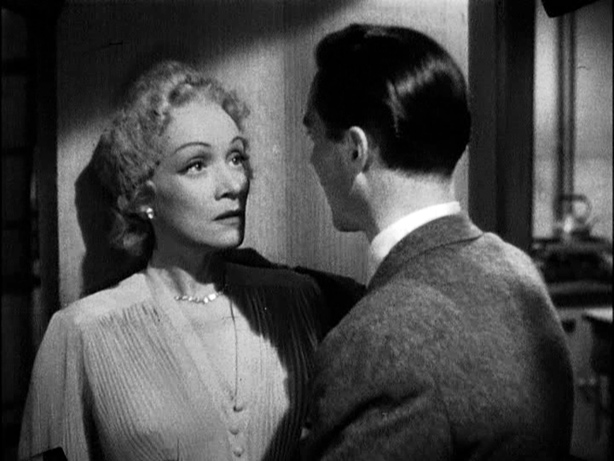

## Producció
Cameo: Hitchcock és un vianant que es creua al carrer amb el personatge interpretat per Jane Wyman i es torna per mirar-la. En L'Histoire d'Adèle H., de François Truffaut, el director francès, gran admirador de Hitchcock, fa una aparició similar: es torna per mirar el personatge interpretat per Isabelle Adjani.
Hitchcock va recórrer en aquesta pel·lícula a un procediment inhabitual: el flash-back del començament, que resultarà ser un flash-back mentider. Hitchcock lamentarà després haver utilitzat aquesta astúcia.